# 3025 Higson
3025 Higson је астероид главног астероидног појаса чија средња удаљеност од Сунца износи 3,196 астрономских јединица (АЈ).
Апсолутна магнитуда астероида је 11,6.